# Kathedraal van Derby
De Allerheiligenkathedraal (Engels: Cathedral of All Saints), ook wel de Kathedraal van Derby, is een anglicaanse kathedraal in het Engelse Derby. De kathedraal is de zetel van de bisschop van Derby.

## Geschiedenis
De eerste kerk werd gebouwd in opdracht van Edmund I, rond het jaar 943. Het huidige gebouw stamt uit de 14e eeuw. Aan de bouw van de toren werd begonnen in 1510. Deze toren werd gebouwd in gotische stijl. In 1725 werd het gebouw, op de toren na, herbouwd in neoclassicistische stijl. In 1927 kreeg de kerk de status van kathedraal.
In 2014 werd er £500.000 vrijgemaakt voor renovatie van het gebouw vanuit een speciaal fonds.

## Trivia
- De kerk is de kleinste anglicaanse kathedraal in Engeland.
- De kerk wordt genoemd in het Domesday Book. Dit gaat dan wel over het eerste gebouw uit 943.